# Cigalazade Yusuf Sinan Pascha
Cigalazade Yusuf Sinan Pascha (heute türkisch auch Cağaloğlu Yusuf Sinan Paşa) (* 1545 in Messina; † 1605) war ein osmanischer Beamter, General und Admiral.

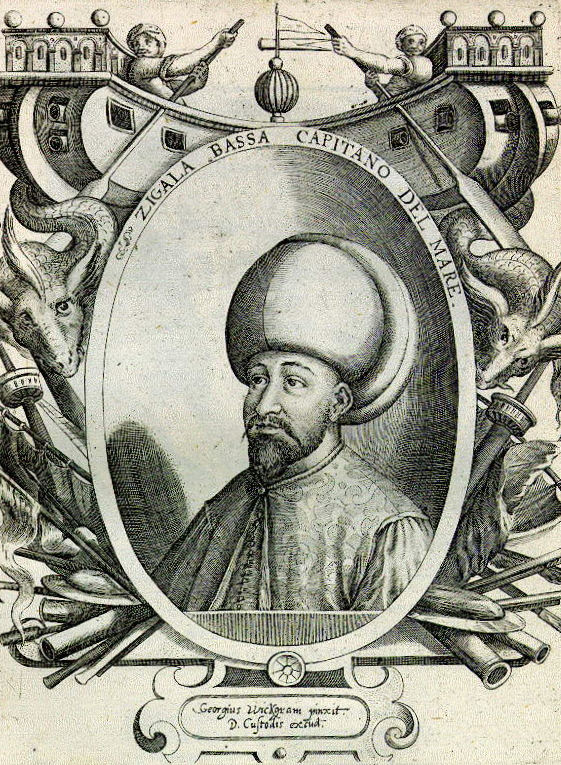
Cigalazade Yusuf Sinan Pascha

Er wurde um 1545 in Messina als Scipione Cicala geboren, Sohn eines genuesischen Viscontes, der als Freibeuter in spanischen Diensten stand. Vater und Sohn wurden in oder nach der Seeschlacht von Djerba 1560 oder 1561 von den Osmanen gefangen genommen und erst in Tripolis und danach in Istanbul festgehalten. Der Vater wurde freigekauft und starb 1564 in Messina. Der Sohn, wohl niemandem ein Lösegeld wert, konvertierte zum Islam, wurde an der Hofschule des Sultans ausgebildet, und erklomm rasch die höheren Ränge der Verwaltungslaufbahn. Er heiratete 1573 erst eine und dann 1576 eine zweite Urenkelin von Süleyman I.
1575–1578 war er Aga der Janitscharen. Danach diente er in verschiedenen Positionen während des türkisch-persischen Krieges von 1578 bis 1590. 1583 wurde er Beylerbey von Van und kurz darauf Kommandant der großen Festung von Jerewan. Noch im gleichen Jahr wurde er zum Wesir ernannt. 1585 war er wiederum Beylerbey von Van. 1586 wurde er Beylerbey von Bayazıt und kämpfte mit Erfolg gegen die Perser, denen er Nehawend und Hamadan entriss. Nach dem Friedensschluss von 1590 wurde er Beylerbey von Erzurum. 1591 wurde er zum Kapudan Pascha (Oberbefehlshaber der Marine) ernannt; dieses Amt hatte er bis 1595 inne.
Während der dritten Amtszeit von Großwesir Koca Sinan Pascha wurde er vierter und bald darauf dritter Wesir. Im Ungarnfeldzug von 1596 begleitete er Sultan Mehmet III., und während er den Fall von Hatvan im September nicht verhindern konnte, erwarb er sich danach große Verdienste bei der Eroberung von Eger (Erlau) und in der Schlacht von Mezőkeresztes im Oktober 1596. Dafür wurde er zum Großwesir ernannt, verlor dieses Amt aber schon nach 40 Tagen auf Grund von Hofintrigen und seiner ungeschickten Intervention in die Angelegenheiten der Krimtataren.
Von Dezember 1597 bis Januar 1598 war er Beylerbey von Damaskus. Im Mai 1599 wurde er zum zweiten Male Kapudan Pascha. 1604 erhielt er den Oberbefehl über die türkische Ostfront im erneuten Krieg mit Persien. Nach einem fehlgeschlagenen Angriff auf Täbris 1605 musste er sich nach Ostanatolien zurückziehen, starb jedoch während dieses Rückzuges im Dezember 1605.